# Снаф (відео)

У фільмі «Моє маленьке око» описується снаф

Снаф (англ. Snuff film) — жанр відеороликів та фільмів, як правило короткометражних, в яких показані справжні смерті, вбивства чи самогубства, без використання спецефектів. Поширюються з метою розваги і отримання фінансової вигоди.
На думку низки експертів, немає ніяких доказів існування снаф-відео, втім існують колекції випадково знятих смертей або зйомки страт.

## Походження терміна
Перше відоме використання терміна снаф-фільм датується 1971 роком у книзі Еда Сандерса (Ed Sanders) «The Family: The Story of Charles Manson's Dune Buggy Attack Battalion». Автор стверджує, що секта «Сім'я» Чарльза Менсона (The Manson Family) брала участь у створенні такого фільму в Каліфорнії, знімаючи на плівку свої вбивства.

## Підходи до визначення
Кембриджський словник називає снаф-фільмом жорстокий фільм, у якому зображається реальне вбивство. Словник Колінза визначає снаф-фільм як той, де актора чи актрису в кульмінації вбивають і вони не знають заздалегідь про такий намір.
Журнал про жахи «Fangoria» пропонує таке визначення: снаф-фільмом є той фільм, у якому заради грошей показано зумисне вбивство людини. Аналогічне визначення надає словник Макміліана.

## Несправжні снаф-фільми
- Піддослідна свинка (серія фільмів)[9]
- Пекло канібалів
- August Underground trilogy
- Сербський фільм (фільм, 2010)